# Stigmella irregularis
Stigmella irregularis is een vlinder uit de familie dwergmineermotten (Nepticulidae). De wetenschappelijke naam is voor het eerst geldig gepubliceerd in 1994 door Puplesis.
De soort komt voor in Europa.